# 190 Ismene
190 Ismene је астероид. Приближан пречник астероида је 159 km,
а средња удаљеност астероида од Сунца износи 3,981 астрономских јединица (АЈ).
Инклинација (нагиб) орбите у односу на раван еклиптике је 6,166 степени, а орбитални период износи 2901,416 дана (7,943 година). Ексцентрицитет орбите астероида износи 0,164.
Апсолутна магнитуда астероида износи 7,59 а геометријски албедо 0,066.
Астероид је откривен 22. септембра 1878. године.